# Вајлхајм ан дер Тек
Вајлхајм ан дер Тек (њем. Weilheim an der Teck) град је у њемачкој савезној држави Баден-Виртемберг. Једно је од 44 општинска средишта округа Еслинген. Према процјени из 2010. у граду је живјело 9.556 становника. Посједује регионалну шифру (AGS) 8116070.

## Географски и демографски подаци
Вајлхајм ан дер Тек се налази у савезној држави Баден-Виртемберг у округу Еслинген. Град се налази на надморској висини од 385 метара. Површина општине износи 26,5 km². У самом граду је, према процјени из 2010. године, живјело 9.556 становника. Просјечна густина становништва износи 360 становника/km².